# Aludra

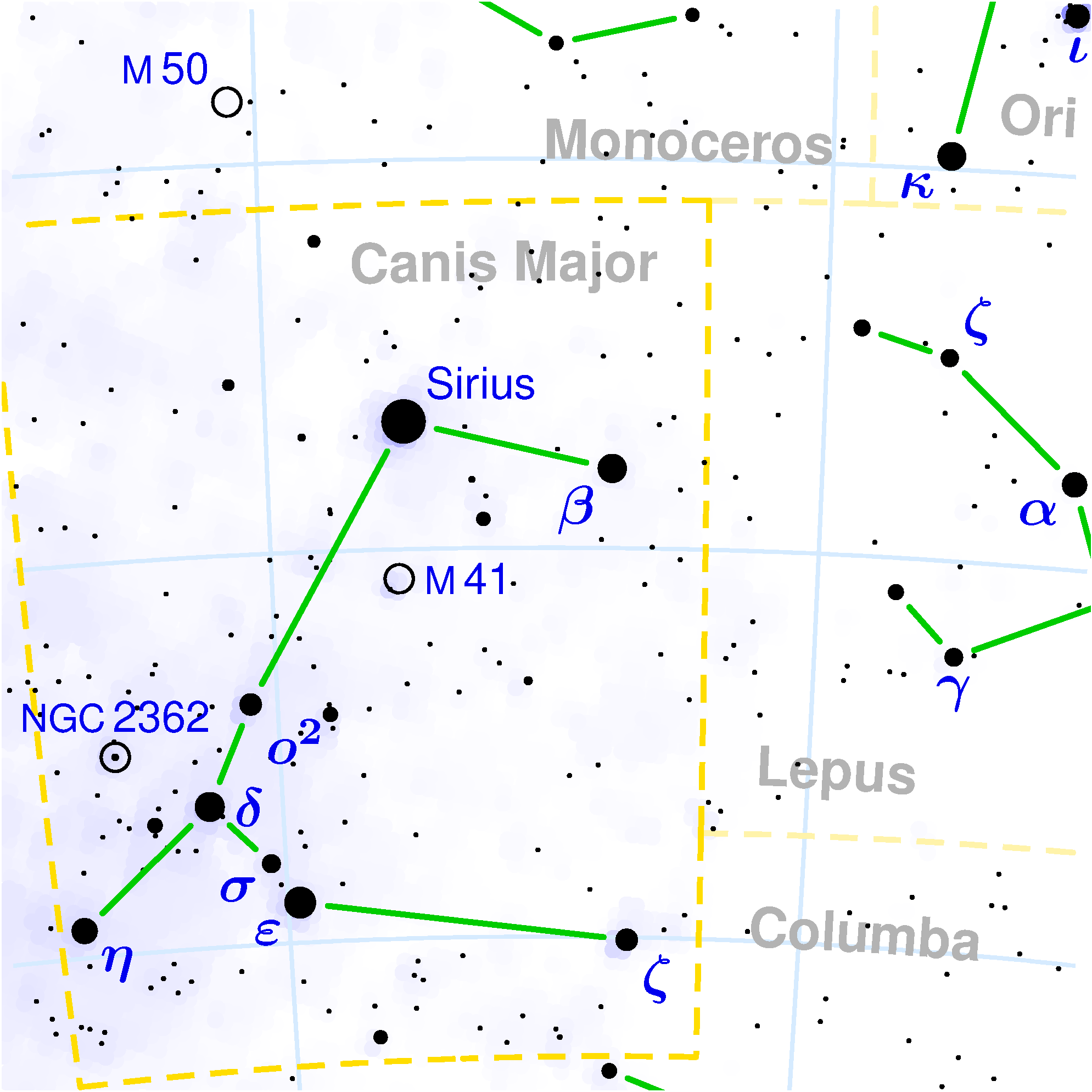
A constelação Canis Major e a estrela Aludra (η)

Aludra ou  é a denomiação tradicional para a estrela Eta (η) Canis Majoris da constelação Canis Major. Desde 1943, o espectro desta estrela tem servido como referência para a classificação de outras estrelas.
O nome Aludra origina do árabe: عذرا al-‘aðrā "a virgem". Essa estrela, junto com ε CMa (Adhara), δ CMa (Wezen) e ο2 CMa (Thanih al Adzari), eram Al ʽAdhārā (ألعذاري), as Virgens.
Aludra é classificada como uma estrela variável tipo Alpha Cygni e pertence a classe B5 da classificação estelar. Seu brilho varia de magnitude 2,38-2,48. Esta estrela está nos últimos estágios de sua vida e nos próximos milhões de anos ela se transformará em uma supernova.